# Kostel Povýšení svatého Kříže (Starý Rožmitál)
Kostel Povýšení svatého Kříže je římskokatolický farní kostel ve Starém Rožmitále. Leží na návrší na západním konci obce v místě, kde bylo archeologicky doloženo již prehistorické osídlení. Na varhany zde hrával učitel a skladatel Jakub Jan Ryba, který zde složil Českou mši vánoční.
Od roku 1958 je kostel a celý areál chráněn jako kulturní památka. Od 14. srpna 2016 je zde administrátorem P. Mgr. Petr Misař.

## Historie
O tom, kdy byl kostel založen, se nedochovaly žádné údaje, ale jedná se o nejstarší kulturní památku města Rožmitál. Je pravděpodobné, že se v místě kostela dříve nacházelo pohanské obětiště na němž byl později postaven gotický kostelík, starší než hrad Rožmitál a město pod ním. O tom jak vypadal dřívější raně gotický kostel je známo jen málo. Byl postaven ve tvaru kříže, měl samostatnou zvonici, boční gotický vchod, byl obehnán hradbami s dvěma branami. Uzavřený areál dotvářel rozrůstající se hřbitov. Později vznikla fara a kostnice (dnes kaplanka). Již od pradávna byl kostel zasvěcen Povýšení svatého Kříže. V dávných dobách tudy vedla zemská obchodní stezka od českých hranic směrem na Moravu. Osada, která vznikla pod kostelem se vždy nazývala Staré město, latinsky Antiqua civitas. Ke kostelu farně náležely obce: Rožmitál pod Třemšínem, Bezděkov pod Třemšínem, Buková, Hoděmyšl, Hutě pod Třemšínem, Nepomuk, Nesvačily, Pňovice, Starý Rožmitál, Sedlice, Skuhrov, Věšín, Voltuš, Vranovice, Zaběhlá a Zalány.

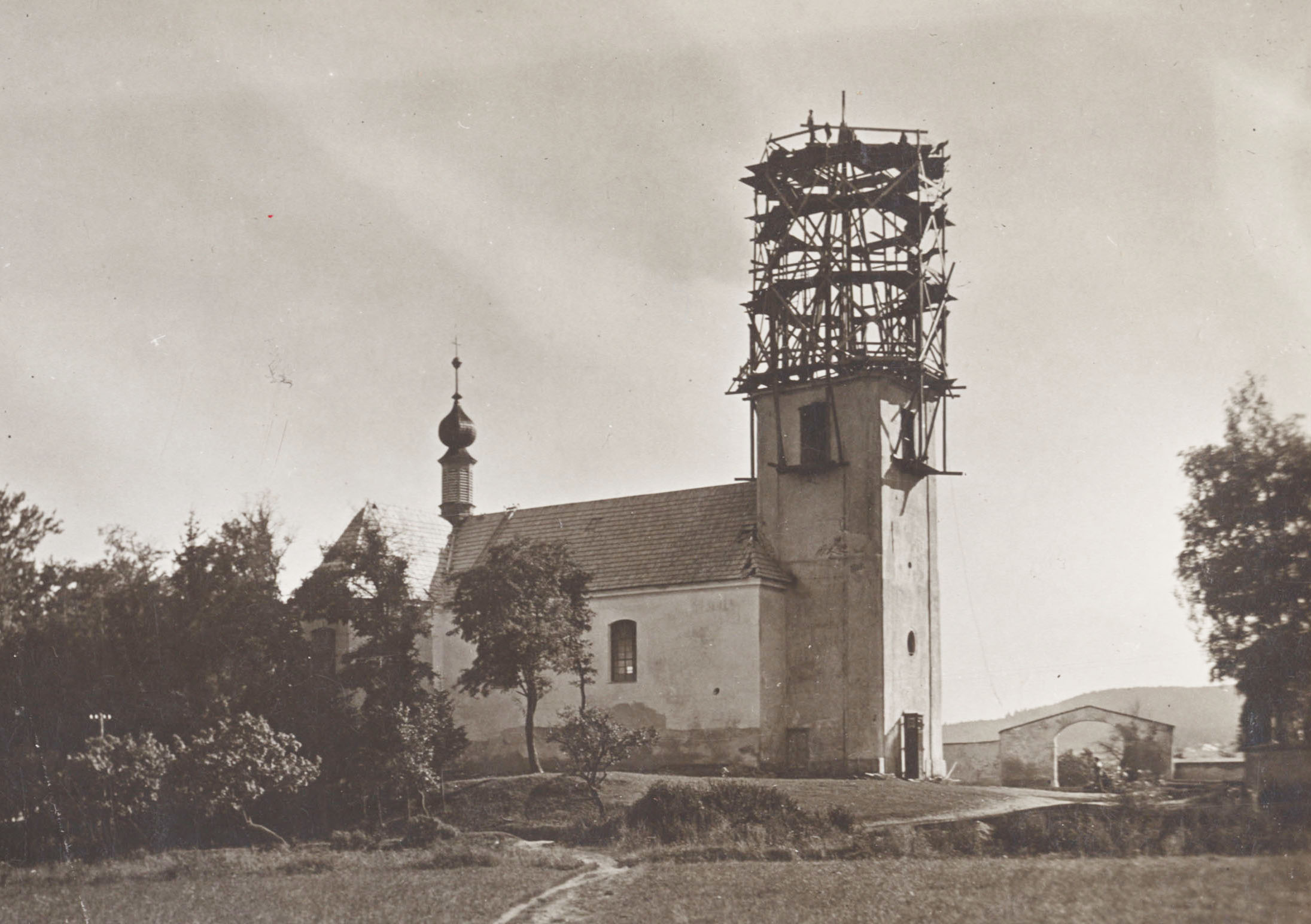
Kostel Povýšení sv. Kříže během oprav po požáru v roce 1933

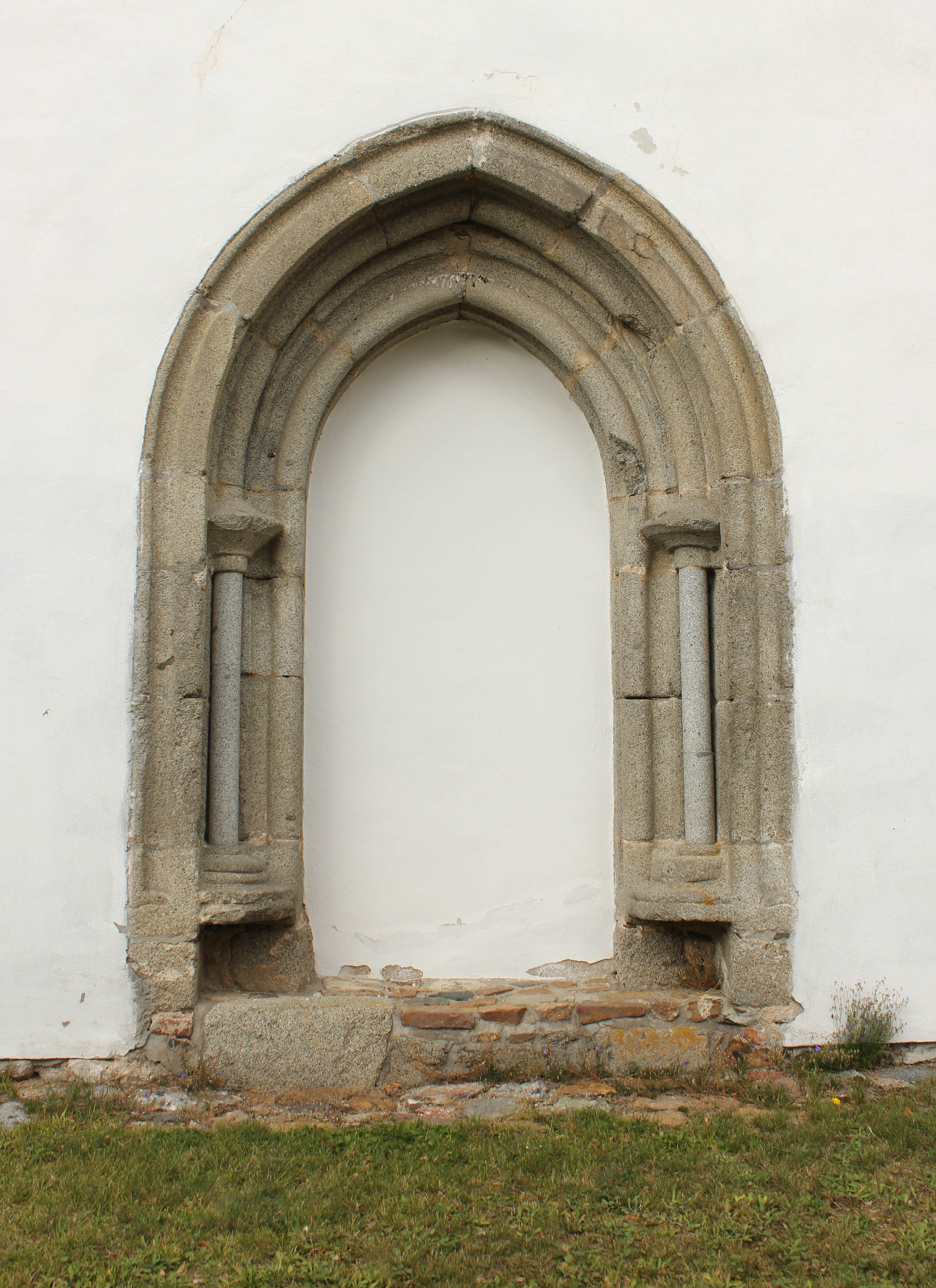
Odhalený gotický portál

Roku 1526 se zdejším farářem stal Václav Hájek z Libočan, ačkoli již v roce 1527 opustil zdejší faru a stal se děkanem na Karlštejně. Místní ho žalovali, že odsud odvezl mnoho kostelních věcí a nezachoval na faře moc nábytku. Nakonec musel vše napravit a zaplatit i soudní výlohy.
V letech 1729–1731 za působení faráře Václava Vavřince Hoffmistra Přeštického byl kostel barokně přestavěn. Byl rozšířen kůr, zrušen boční vchod a k chrámové lodi byla přistavěna věž. Zachován byl jen tvar kříže a zbytky žebrové klenby s kaplí svatého Václava. Věž byla zakončena cibulovitou bání s krytinou z šindele.
Dne 5. května 1794 kostel vyhořel, když v 11 hodin v noci zapálil faru blesk. Rozlily se i zvony a jen zázrakem se zachránily varhany z roku 1750 postavené za faráře Antonína Planýře. Shořela i fara, kterou od roku 1781 obýval farář Kašpar Zachar. Farář měl po dobu 14 let k ruce kaplana Františka Česaného, který se po Zacharově smrti v roce 1803, stal farářem a ve Starém Rožmitále působil zde dalších 24 let.
Mezi dochovanými pamětihodnostmi je gotická kamenná křtitelnice, která se do kostela vrátila v 90. letech z Brdského památníku v Rožmitále a cínová křtitelnice z roku 1596, práce cínaře Ondřeje Maříka z Prahy určená pro farní kostel. Původní jsou také oltáře, pořízené v době faráře Václava Vavřince Hoffmistra Přeštického v letech 1690 až 1737. Oltářní obraz sv. Václava a kopii na hlavním oltáři namaloval Bedřich Kamarýt. Pod kostelem se nachází krypta, jenž je uzavřená litinovou deskou z roku 1759. Zde jsou pohřbeni faráři Václav Vavřinec Hoffmistr Přeštický, Antonín Planýř, ale také třeba Klára Laglerová, matka ženy Jakuba Jana Ryby.
U kostela stojí kaplanka, původní kostnice, postavená roku 1795. Poblíž ní se nachází socha Jana Nepomuckého z roku 1729. Dříve zdobila zdejší malý hřbitov, který byl uzavřen pro pohřbívání roku 1854.
V roce 1882 se přifařené obce složily na vybudování nového schodiště vedoucího ke kostelu od severní strany. Schodiště má osm schodů, z nichž každý je osm kroků dlouhý a osm kroků široký. Dle spisovatele R. R. Hofmeistera, bylo schodiště zasvěceno magické osmičce, která symbolizuje nekonečnost vesmíru, cyklu života, smrti a znovuzrození.

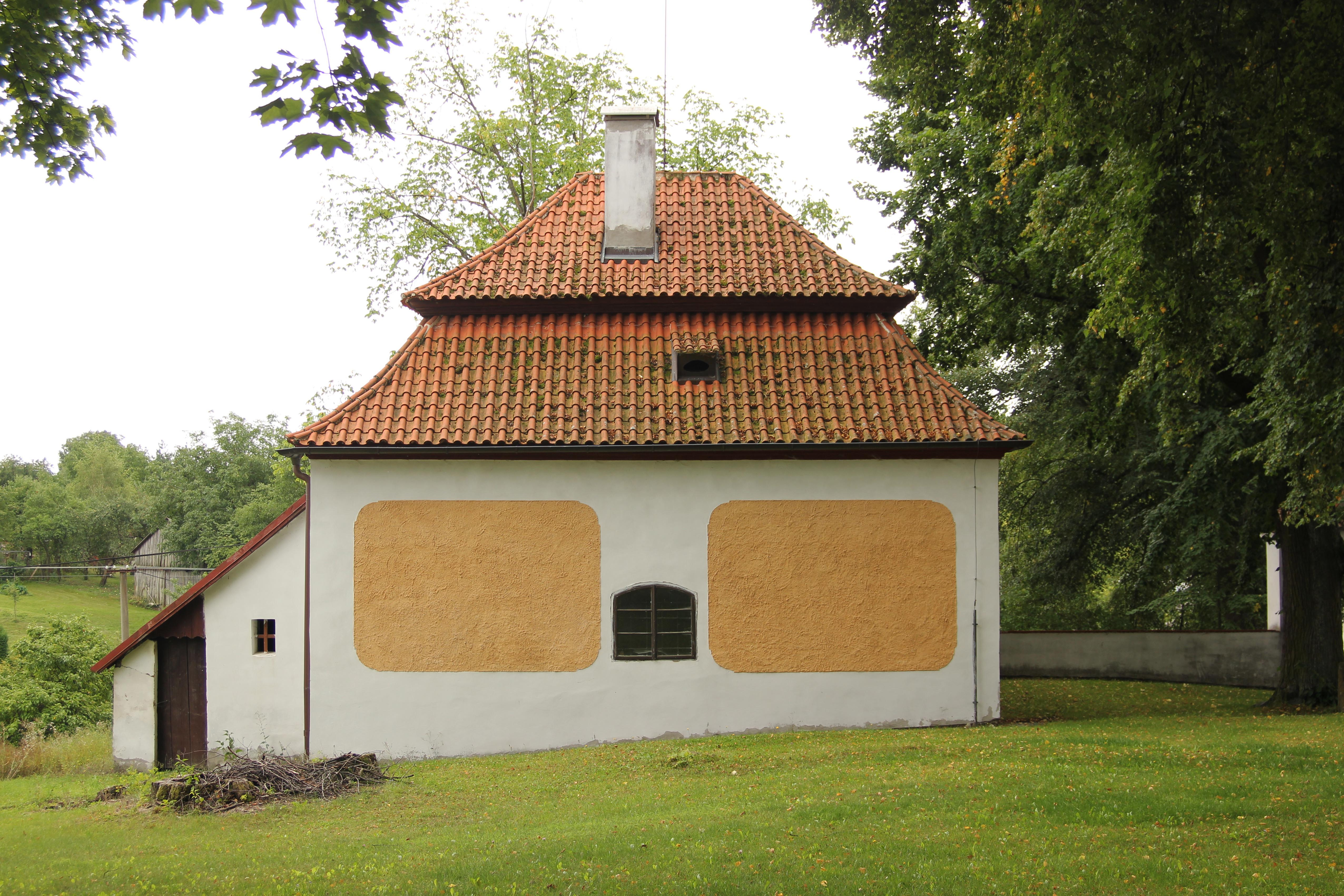
Kaplanka

Dne 18. března 1933 kostel znovu vyhořel. Zůstaly z něj stát pouze holé zdi. Oheň vznikl v dřevěné kolně, ve které byla uskladněna sláma. Z kolny se oheň rozšířil na stodolu, která stála v těsném sousedství kostela. Východní vítr hnal oheň mimo obec, ale velmi rychle se rozšiřoval na další farní hospodářské budovy, až zapálil i střechu a báň kostela, který během noci kompletně vyhořel. Hasičské stříkačky vzhledem k terénu a vlastnímu omezenému dosahu na střechu kostela nedosáhly. Příčina požáru nebyla nikdy zjištěna, ale existovalo podezření ze žhářství. Poté se naplno rozběhly opravy, během nichž byl také v jižní stěně kostela nalezen pod omítkou starý gotický portál z let 1230–1240. Opravy byly kompletně dokončeny o čtyři měsíce později, na den přesně. Dne 17. září 1933 byly slavnostně vysvěceny nové zvony. Ty byly převezeny z vlakového nádraží na nákladním automobilu na nádvoří rožmitálského zámku odkud byly přeneseny na vyzdobený koňský povoz. Odtud pak povoz zamířil do Starého Rožmitálu. Samotný akt svěcení proběhl za účasti významných církevních představitelů, přímo před kostelem.
V letech 1972–1978 zde byl administrátorem P. PhDr. Miloslav Vlk, který byl zbaven souhlasu k vykonávání kněžské služby. I přes mnohé protesty celé farnosti mu byl souhlas vrácen až po deseti letech. V roce 1990, již jako českobudějovický biskup posvětil nové dva zvony farního kostela. Toho roku byl jmenován čestným občanem města. Byl také jedním z významných členů Společnosti Jakuba Jana Ryby.
Od roku 1990 je na zdi kostela umístěna pamětní deska České mše vánoční Jakuba Jana Ryba od akademické sochařky Evy Sprangerové.
V listopadu 2024 byla na prostranství před kostelem položena nová žulová dlažba, která nahradila asfaltový povrch. Akce byla financována z rozpočtu města Rožmitál pod Třemšínem, které na ní vyhradilo více než 2 miliony korun.

## Varhany

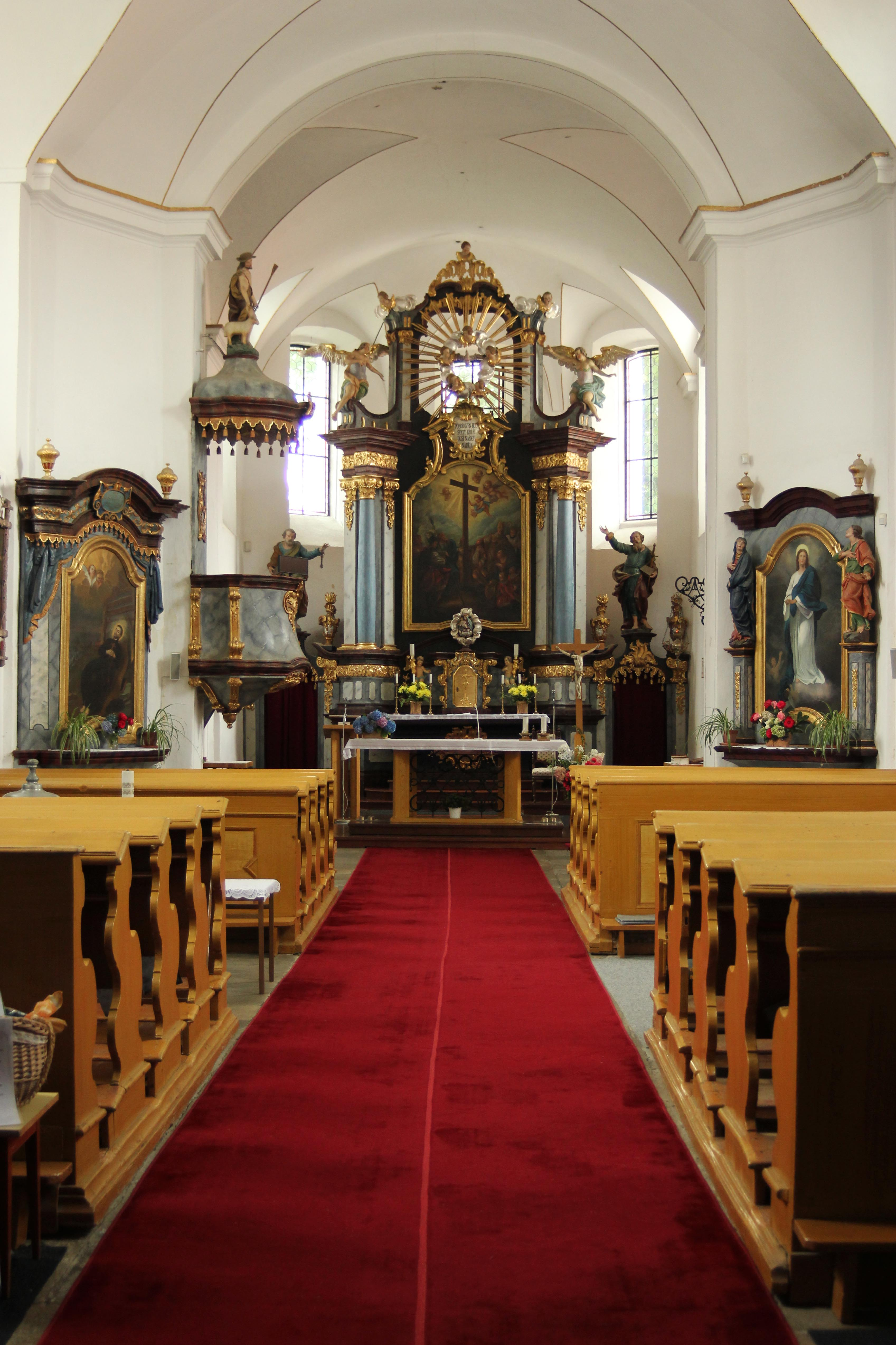
Interiér

Varhany, někdy nazývané Rybovy varhany, patří k největším skvostům kostela. Pochází z roku 1750, kdy je nechal postavit farář Antonín Planýř. Shledal, že stav původního nástroje je již v žalostném stavu, proto se rozhodl vyhlásit sbírku k pořízení nového. Sbírka však nepřinesla požadovanou sumu, a tak se Antonín Planýř rozhodl zaplatit požadovanou sumu 700 zlatých sám. Vzhledem ke shodné konstrukci varhan v nedalekých Paštikách u Blatné je téměř jisté, že měly stejného stavitele, kterým byl varhanář Martin Paleček z Netolic. Varhany mají dva manuály, 11 manuálových rejstříků, 4 pedálové a spojku manuálů, v pozdně barokní (rokokové) skříni je soustředěno více než 700, jak cínových tak dřevěných píšťal. Po požáru roku 1794 trvalo dlouho než byly varhany opraveny. Staly se tak i jednou z příčin sporu, jenž byl důsledkem napjatého vztahu Jakuba Jana Ryby a faráře Kašpara Zachara. Po opravě do nich vložil Jakub Jan Ryba lístek s nápisem se jménem patrona kostela, kterým byl pražský arcibiskup Vilém Florentin Salm-Salm, jméno faráře Kašpara Zacha a jméno Jana Kocha z Březnice, který opravu provedl. Záznam Ryba potvrdil vlastním podpisem. Na tomto nástroji poprvé zazněla na podzim roku 1796 Česká mše vánoční. Podle dokumentu objeveného v roce 2008, mohl být poslední kapkou vedoucí Rybu k sebevraždě fakt, že rožmitálský farář pravděpodobně ustoupil od rozjednané opravy kostelních varhan, které tou dobou byly rozladěny a v žalostném stavu.
Další opravy nástroje byly provedeny v letech 1848–1849 a 1887. Na začátku 20. století došlo už k výraznějším změnám v dispozici varhanního stroje. Roku 1917 byly cínové píšťaly varhan na žádost faráře Františka Roubíka a zásluhou JUDr. Karla Hostaše, advokáta a starosty města Klatov, c. k. konservátora uměleckých památek, zachráněny před zrekvírováním. Po dalším požáru v roce 1933 varhany prodělaly zatím svou „nejnešťastnější“ opravu. Příbramský varhanář Melzer se neomezil jen na vyčištění a naladění nástroje, jak je uvedeno ve farní kronice, ale necitlivě zasáhl do původní dispozice varhan. Některé barokní rejstříky nahradil romantickými a prospektové cínové píšťaly vyměnil za zinkové. Skříň takto znehodnoceného stroje byla spolu s ostatním kostelním vybavením opatřena žlutohnědým nátěrem. V letech 1996–1997 proběhla generální oprava varhanního stroje (Doubek a syn, Jihlava) a do původní podoby byla zrestaurována také rokoková varhanní skříň (restaurátorské středisko Tradice s. r. o. Praha). Uvnitř stroje byly nalezeny nápisy označující názvy původních rejstříků a tytéž byly po sejmutí novodobých nátěrů odkryty v blízkosti zakončení rejstříkových táhel. Podle této dispozice byly doplněny chybějící rejstříky. Jediná původní prospektová píšťala použitá varhanářem Melzerem v jiném rejstříku se stala vzorem nově ulitým cínovým píšťalám již uspořádaným tak, jako v minulosti. Nákladná rekonstrukce financovaná z Fondu regenerace městských památkových zón Ministerstva kultury ČR vrátila varhanám jejich původní podobu i barokní lesk. Jedinečný zvuk zrekonstruovaného historického nástroje zachytila nahrávka Rybova varhanního cyklu Novae et liberae cogitationes (1798) realizovaná Michalem Novenkem v roce 1999.
Součásti stávajícího varhanního stroje jsou ze dvou třetin původní. Varhany měly původně 3 klínové měchy, koncem 19. století je však nahradil novodobý plovákový měch. Dnes je poháněn elektrickým ventilátorem. Nejistý je původ poměrně vysokého ladění varhan, které s sebou nese nemalé problémy především při realizaci skladeb určených dechovým nástrojům. Dnes jsou varhany využívány především při bohoslužbách a příležitostně také jako koncertní nástroj.

## Jakub Jan Ryba

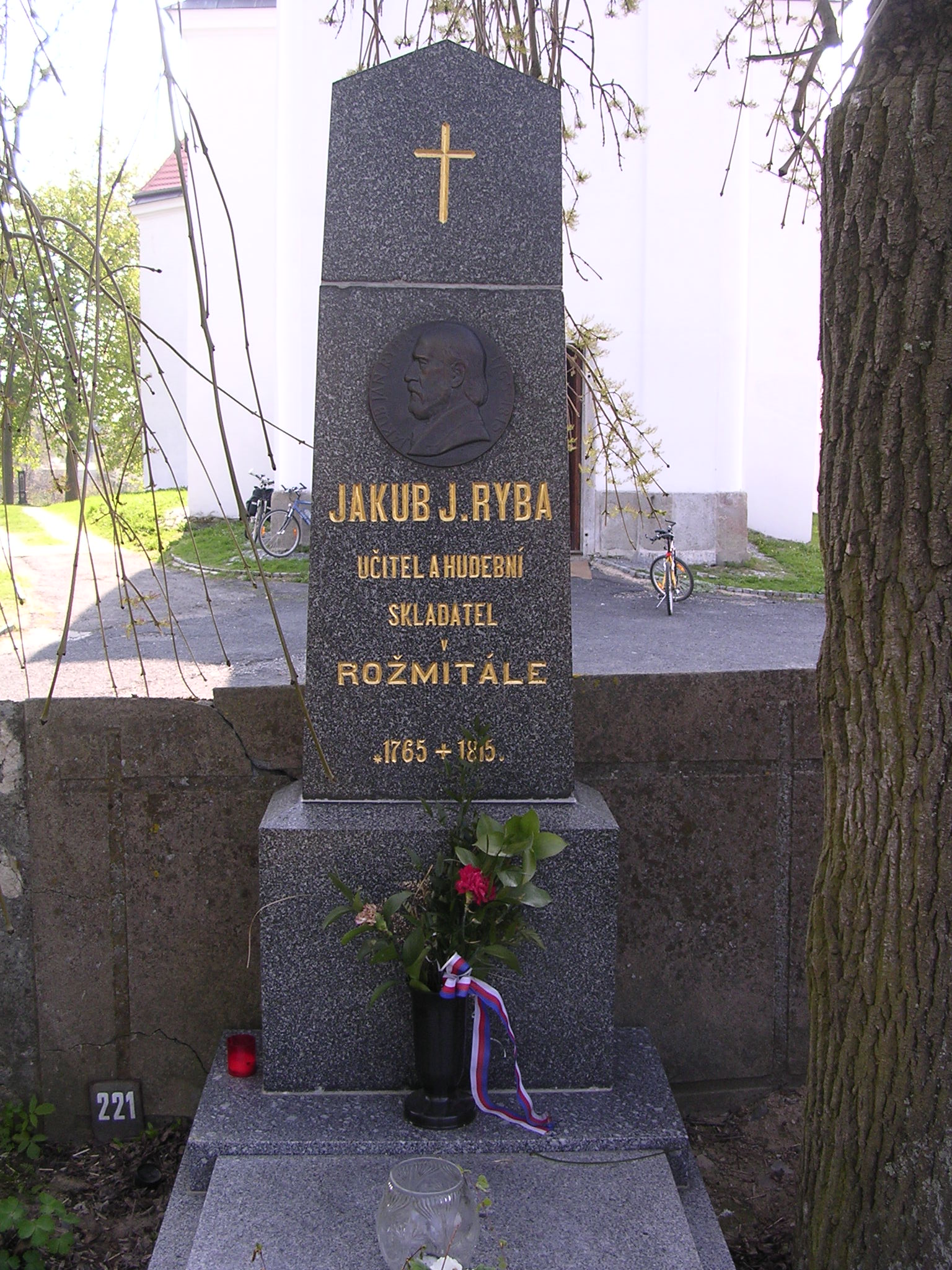
Hrob Jakuba Jana Ryby

Ve farním kostele ve Starém Rožmitále krátce působil již Rybův otec, když se kolem roku 1750 stavěly nové varhany. V hudebním archivu Národního muzea jsou dochovány rukopisy otcových skladeb. Když byl Jakub Jan Ryba 11. února 1788 jmenován prozatímním učitelem farní školy v Rožmitále, automaticky se stal i regenschorim ve farním kostele Povýšení sv. Kříže a v městské kapli sv. Jana Nepomuckého. Doklad o provedení premiéry České mše vánoční se nedochoval v Rožmitále, ani nikde jinde, ale její první tóny musely vznikat právě ve zdejším kostele. Zatímco na kůrech venkovských kostelíků v celé zemi se hrály Rybovy pastorály, mše a duchovní skladby, v Rožmitále musel čelit mnohým příkořím. Ryba se dostával do sporů s farářem Kašparem Zacharem a následně si na něj zasedl správce arcibiskupského velkostatku Prokop Pokorný. Dne 7. dubna 1815 odešel do lesa nad Voltuší, kde si vzal život. Jako sebevrah nemohl být pohřben na zdejším hřbitově, proto ho pohřbili na morovém hřbitově. Jeho ostatky pak byly na hřbitov přeneseny o 40 let později.

## Hřbitov

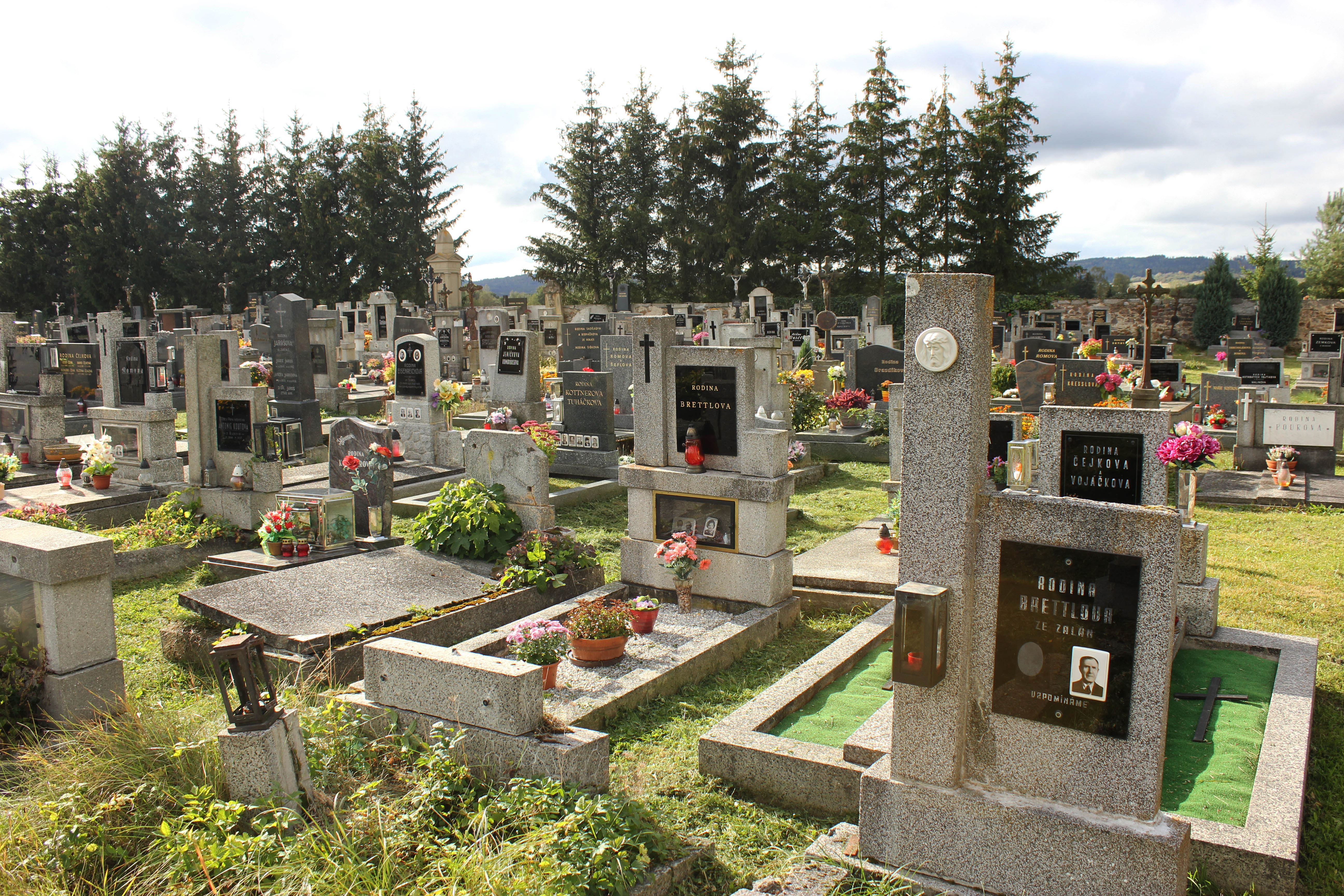
Hřbitov u kostela

Starý hřbitov se dříve nacházel kolem kostela, ale přestal se používat v roce 1854, kvůli nedostatku místa. Připomínají ho dnes jen závěsné desky a pomník faráře Šolleho. Beze zbytku zmizel, protože nebyl nikdy proveden soupis hrobů. Nový hřbitov obehnaný hřbitovní zdí, byl zřízen naproti vstupu do kostela. Mezi dvěma smutečními jasany u hřbitovní zdi se nachází hrob Jakuba Jana Ryby. Na toto místo byly přeneseny jeho ostatky z morového hřbitova na žádost jeho syna Josefa Arnošta Ryby. Farář Jan Fähnrich měl pochopení pro jeho přání vyzvednou otcovy ostatky z dávno zrušeného morového hřbitova u cesty k Novému rybníku (pohřbívalo se tam v letech 1771–1773). Pomník ze syenitu na hrobě nechal vztyčit, až roku 1888 místní Literární spolek pod vedením Adolfa Růžičky. Fiktivní portrét Jakuba Jana Ryby od Marie Uchytilové Kučové byl doplněn až v 60. letech 20. století na popud řezbáře Václava Kotrbatého. Poblíž hrobu svého otce nalezl místo posledního odpočinku i syn Josef Arnošt Ryba. Poškozený pomník a prsť z hrobu převezl z nejstarší neudržované části Olšanských hřbitovů v Praze tajemník Společnosti Jakuba Jana Ryby, Ing. Ivan Hoyer a předseda Jindřich Hásek.
Mezi další významné osobnosti zde pohřbené patří např. lesník Karel Daniel Gangloff, vynálezce nazývaný českým Archimédem.